# پیتر پیس
پیتر پیس (انگلیسی: Peter Pace؛ زادهٔ ۵ نوامبر ۱۹۴۵) ژنرال بازنشسه سپاه تفنگداران دریایی ایالات متحده آمریکا است، که در فاصله سال‌های ۲۰۰۵ تا ۲۰۰۷ به‌عنوان شانزدهمین رئیس ستاد مشترک نیروهای مسلح ایالات متحده آمریکا فعالیت می‌کرد. وی نخستین کسی بود که از سپاه تفنگداران دریایی به این سمت منصوب می‌شد.
پیس فعالیت نظامی را از سال ۱۹۶۷ در سپاه تفنگداران دریایی آمریکا آغاز کرد، از ۲۰۰۱ تا ۲۰۰۲ فرماندهی جنوبی ایالات متحده آمریکا را برعهده داشت و از ۲۰۰۲ تا ۲۰۰۵ جانشین رئیس ستاد مشترک بود. وی به همراه ریچارد مایرز تنها ژنرال‌های آمریکایی هستند که در هر دو جایگاه رئیس ستاد مشترک و جانشین رئیس ستاد مشترک خدمت کرده‌اند.